# 黒田彰
黒田 彰（くろだ あきら、1950年 - ）は、日本の国文学者。佛教大学教授。

## 略歴
三重県生まれ。1976年愛知県立大学文学部国文学科卒業。81年関西大学大学院文学研究科国文学専攻博士課程後期課程単位取得退学。85年日本古典文学会賞受賞。88年「中世説話の文学史的環境」で関西大学より文学博士の学位を取得。愛知県立大学助教授、教授、2000年佛教大学教授。

## 著書
- 『中世説話の文学史的環境』和泉書院、1987-1995
- 『孝子伝の研究』佛教大学通信教育部 思文閣出版 (発売)、2001 佛教大学鷹陵文化叢書
- 『源平盛衰記難語考』佛教大学通信教育部、2001
- 『孝子伝図の研究』汲古書院、2007

### 共著
- 『仏教文学概説』黒田彰子共著 和泉書院、2004 いずみ昴そうしょ

### 校訂など
- 平康頼『身延文庫蔵宝物集中巻』編著 和泉書院、1984
- 玄棟『三国伝記抜書』編 古典文庫、1985
- 『胡曾詩抄』編著　三弥井書店、1988 伝承文学資料集成
- 『上野本注千字文注解』共編著 和泉書院、1989
- 『和漢朗詠集古注釈集成』伊藤正義、三木雅博共編著 大学堂書店、1989
- 『源平盛衰記（三）』松尾葦江共校注 三弥井書店、1991 中世の文学
- 『説話文学研究叢書』湯谷祐三共編 クレス出版、2004
- 『軍記物語研究叢書』岡田美穂共編 クレス出版、2005

## 参考
- [ISBN 978-4-7842-1085-5]